# Le Maosheng
Dans ce nom chinois, le nom de famille, Le, précède le nom personnel.
Le Maosheng, né le 9 août 1978 à Ningyuan, Yongzhou, Hunan, est un haltérophile chinois qui participe aux Jeux olympiques d'été de 2000 et aux Jeux olympiques d'été de 2004.

## Biographie
En 2000, il termine quatrième dans la catégorie des moins de 62 kg. Quatre ans plus tard, il remporte la médaille d'argent dans la même catégorie.
Aux Jeux asiatiques de 2002, il s'impose avec un record du monde à l'épaulé-jeté avec 182,5 kg, et un total de 322,5 kg .